# Sindicalismo revolucionário
O Sindicalismo revolucionário é uma orientação estratégica, político-ideológica e teórico-programática, que tem seu antecedente na Associação Internacional dos Trabalhadores, principalmente na ala federalista-coletivista, que formará também a AIT-Federalista de 1872-1877. O sindicalismo revolucionário será formulado nominalmente a partir da unificação da Fédération des Bourses de travail com a CGT em 1902, e expressa na Carta de Amiens, resultado do Congresso de 1906.
O Sindicalismo Revolucionário tem como eixo o Federalismo organizacional, a autonomia do sindicato frente ao poder político, a Ação Direta como método de luta, e a concepção político-ideológica de que a organização sindical constitui o germe da sociedade que substituirá o Estado capitalista. Será ao longo de sua história uma antagonista das correntes sociais-democratas e comunistas, em oposição às suas estratégias parlamentaristas e a intenção de “emancipar-se do capitalismo de Estado, emancipando o Estado do capitalismo” (Bihr, 1998: 20).
Conquistando uma imensa relevância global no início do século XX, principalmente na periferia global, como na Argentina, Brasil, México, Espanha, Itália, entre outros, como também nos centros do capitalismo global, como na Alemanha e a Industrial Workers of the World, fundada na América do Norte, mas que possuiu seções internacionais - como no Chile, África do Sul, Sierra Leoa, entre outros. O Sindicalismo revolucionário sofreu uma forte perda de relevância a partir da primeira guerra mundial, apesar de que em outros lugares ainda chegaria ao auge após esse período - devido principalmente à forte repressão e perseguição pelos governos nacionais e movimentos reacionários, como também pelo crescimento global dos partidos sociais democratas. O sindicalismo revolucionário contemporâneo passa por uma reconstrução, tanto por parte de organizações que mantiveram uma continuidade apesar da decadência, como IWW, CNT e FORA, quanto por novas organizações fundadas recentemente, como a FOB no Brasil.
É muitas vezes confundido com o anarcossindicalismo, cuja diferenciação é ambigua em alguns contextos, mas onde existem divergências em relação ao lugar da ideologia dentro das organizações de massa. O sindicalismo revolucionário também é frequentemente associado à Georges Sorel e Édouard Berth, apesar de que nenhum dos dois foram intelectuais e lideranças relevantes ao movimento, como foi o caso de Fernand Pelloutier e Émile Pouget.